# Šašelj
Šašelj je priimek več znanih Slovencev: 
- Emil Šašelj (1865—1926), rimskokatoliški duhovnik in kulturni delavec
- Ivan Šašelj (1859—1944) rimskokatoliški duhovnik, zgodovinski pisec in zbiralec ljudskega izročila